# تشيوفو

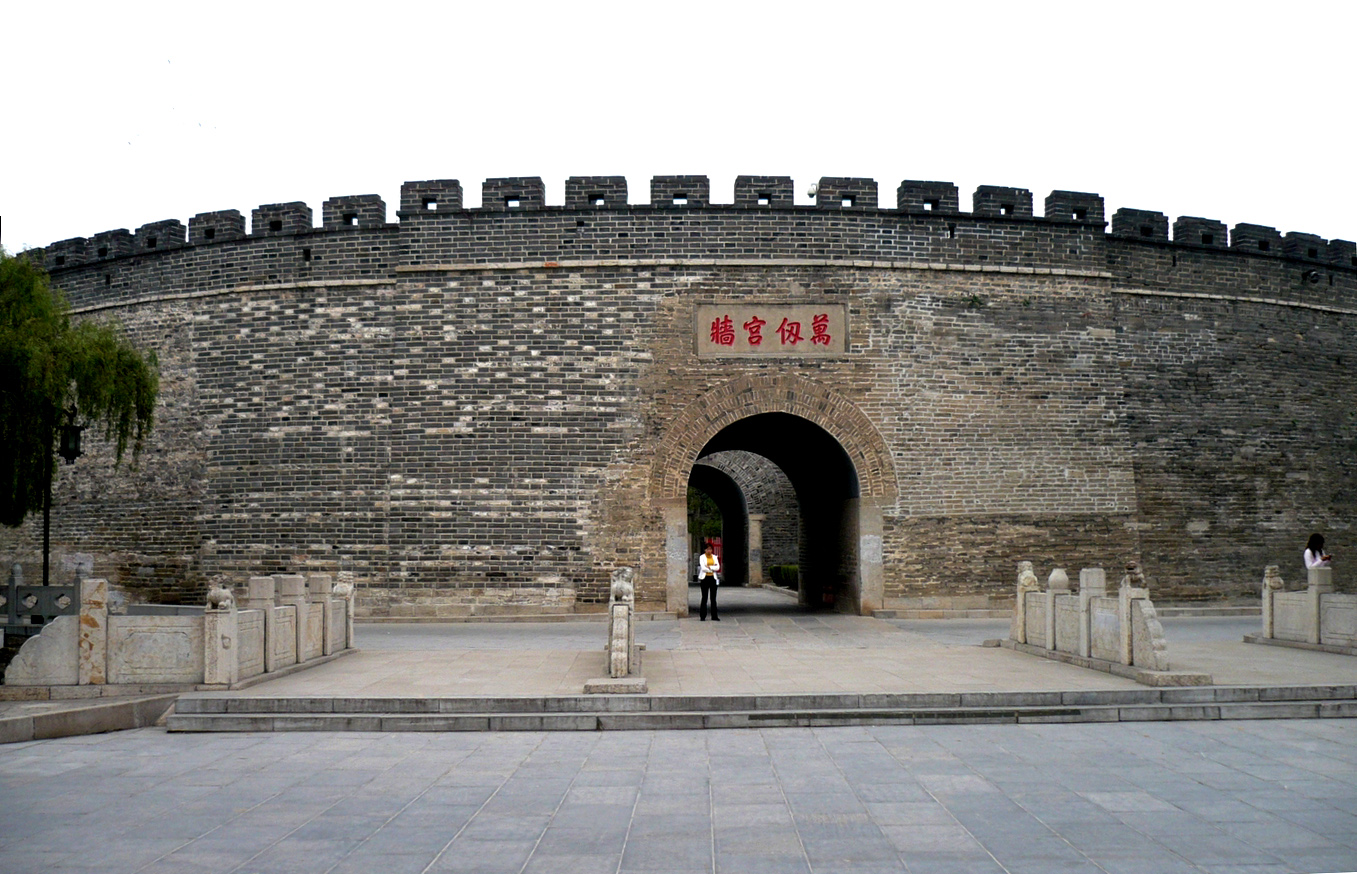

تشيوفو هي مدينة في جنوب غربي مقاطعة شاندونغ، على بعد 135 كيلومترا عن عاصمة المقاطعة مدينة جينان، مناخها قاري معتدل دافئ متأثر بالرياح الموسمية، الفصول الأربعة واضحة، المطر متوفر نسبيا، الجفاف في الربيع والخريف، المطر كثير في الصيف، الشتاء جاف وبارد وقليل الثلج. تشتهر تشوفو بأنها موطن كونفوشيوس، الذي يعتقد أنه ولد في جبل ني. تحتوي المدينة على العديد من القصور التاريخية والمعابد والمقابر منها معبد كونفوشيوس الواقع في منتصفها من أهم معالمها.

## توأمة
لتشيوفو اتفاقيات توأمة مع كل من:
- دافيس
- سانتياغو دي كومبوستيلا
- Umeå Municipality [الإنجليزية]‏

## أعلام
- ميان وانغ
- غاو دي
- كونفوشيوس

## معرض صور

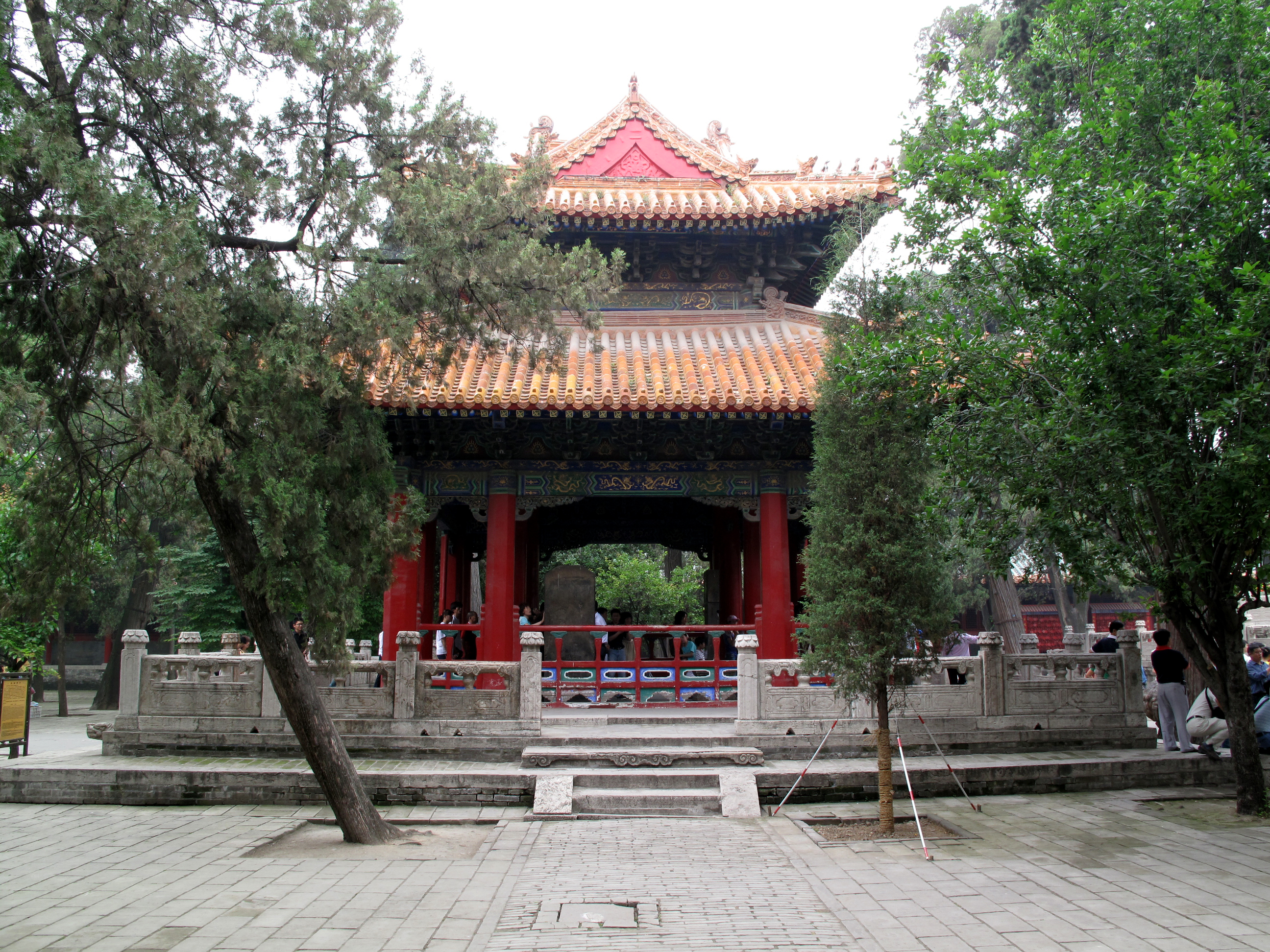
تشوفو
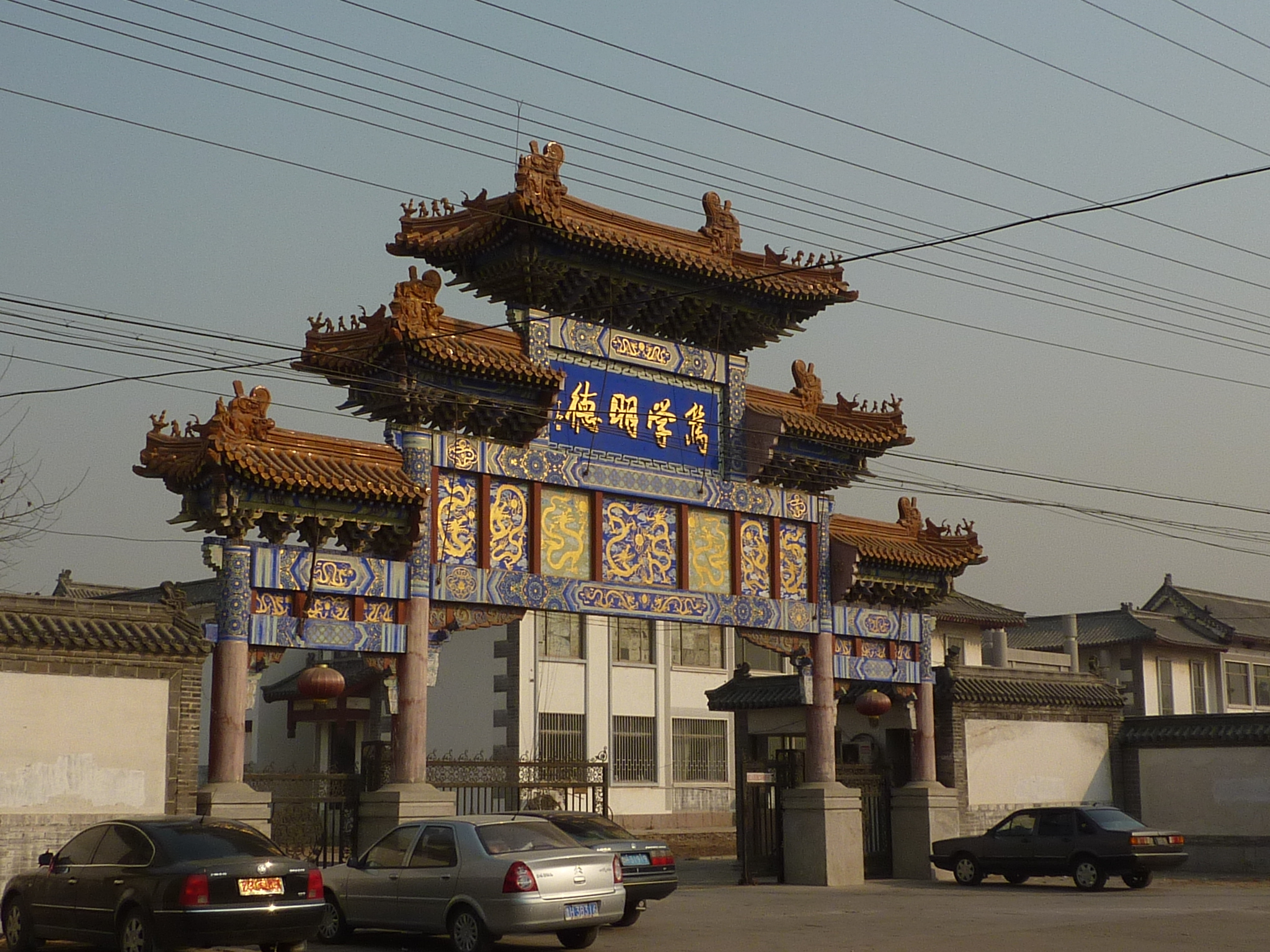
تشوفو - بايفانج
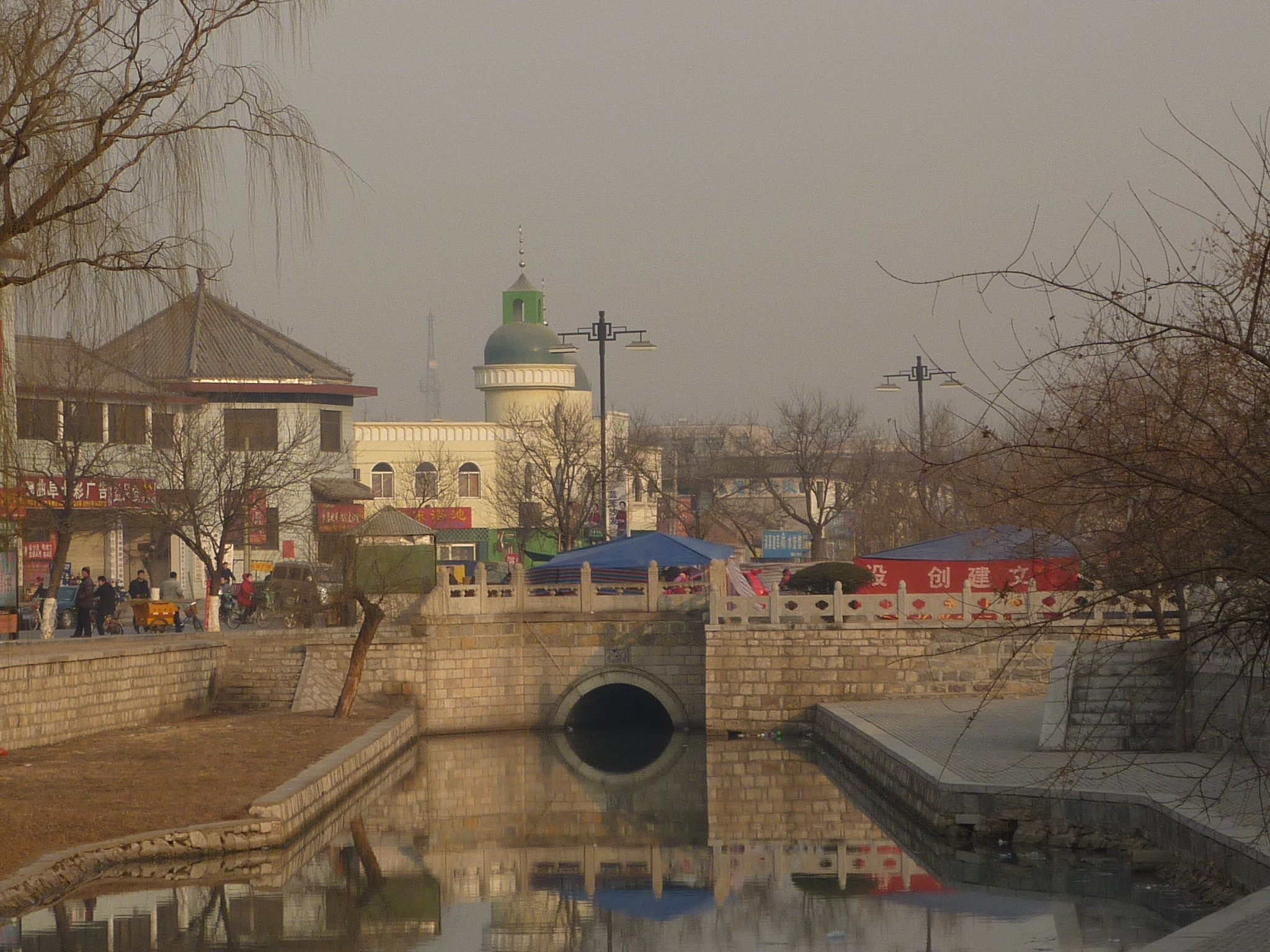
البوابة الغربية مع جامع تشوفو - بايفانج